# Kujō Sukeie
Kujō Sukeie est un nom japonais traditionnel ; le nom de famille (ou le nom d'école), Kujō, précède donc le prénom (ou le nom d'artiste).
Kujō Sukeie (九条 輔家, 11 octobre 1769-24 juillet 1785), fils du régent Michisaki, est un kugyō ou noble de cour japonais de l'époque d'Edo (1603-1868). Il adopte Suketsugu, le fils de Nijō Harutaka.

## Source de la traduction
- (en) Cet article est partiellement ou en totalité issu de l’article de Wikipédia en anglais intitulé « Kujō Sukeie » (voir la liste des auteurs).